# Metropolitan Opera House

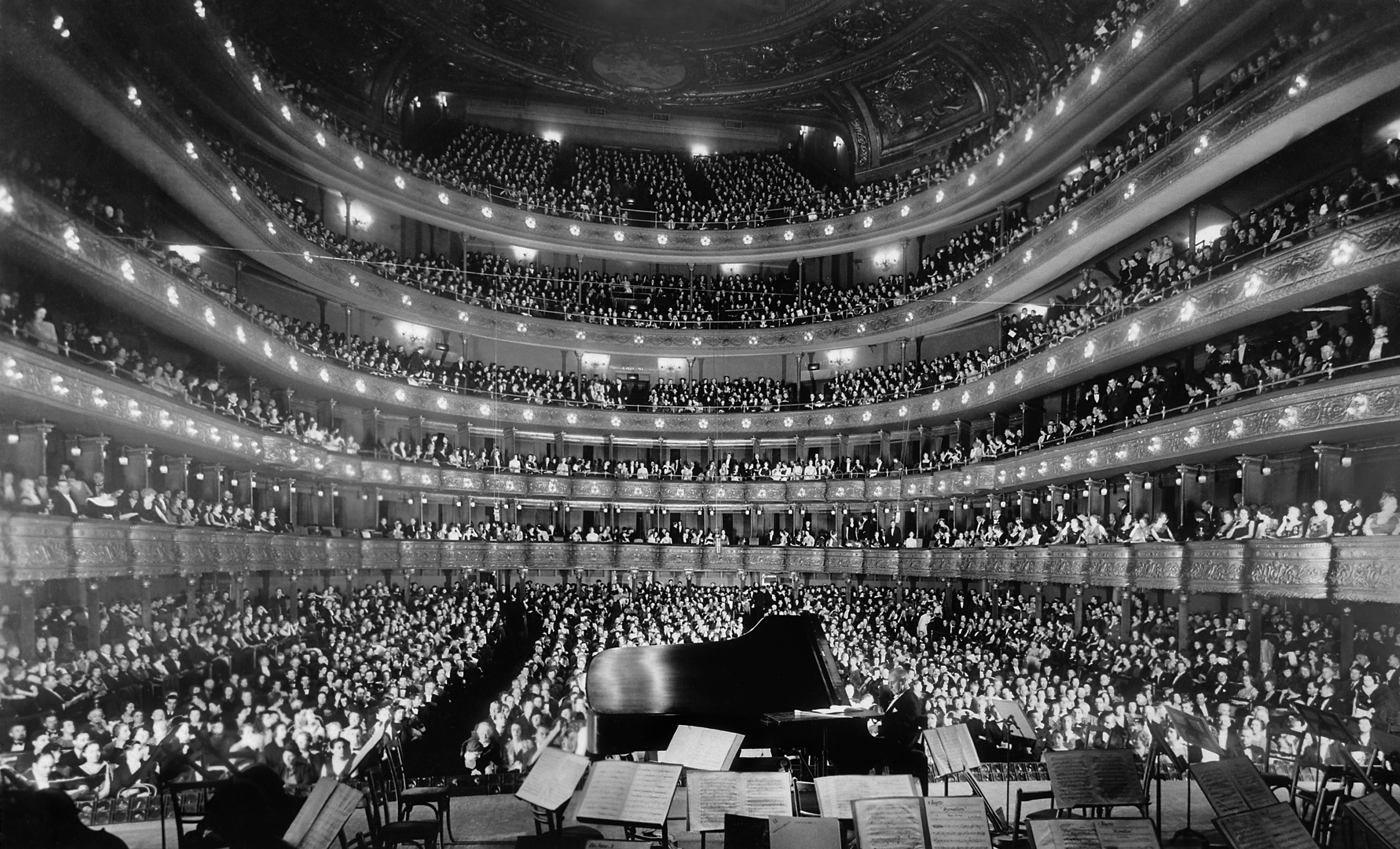
L'interno del vecchio Metropolitan Opera House, visto dal palcoscenico durante un concerto del pianista Josef Hofmann, 28 novembre 1937

Il Metropolitan Opera House, o soltanto Metropolitan (anche abbreviato con Met), è un teatro di New York situato al Lincoln Center nell'Upper West Side. Fu fondato nel 1880 ed è considerato il più importante teatro d'opera degli Stati Uniti, oltre che il più grande del mondo.

## Storia
Il primo Metropolitan Opera House era situato tra la 39ª e la 40ª Strada a Broadway. L'edificio venne progettato dall'architetto J. Cleaveland Cady, che aveva scelto, per l'esterno, un aspetto tipicamente industriale caratterizzato dai mattoncini gialli delle facciate; questa caratteristica procurò al teatro il soprannome di The Yellow Brick Brewery, ovvero la birreria di mattoni gialli. Il teatro venne inaugurato il giorno 22 ottobre dell'anno 1883. Il suo primo direttore fu l'impresario teatrale Henry Abbey, primo manager della Metropolitan Opera Company di New York.
Il teatro fu completamente distrutto da un incendio nove anni dopo, il 27 agosto 1892; questo costò l'annullamento della stagione teatrale 1892-1893. La costruzione del nuovo teatro, nello stesso luogo di quello precedente, fu affidata alla società Carrère and Hastings, formata dagli architetti John Merven Carrère e Thomas Hastings. Il nuovo teatro venne aperto nel 1903 e, nel 1906, venne installato il sipario caratterizzato dal suo colore oro. Nel 1940 la sala subì alcuni cambiamenti, che la portò fino alla capienza di 3.625 persone sedute e 244 in piedi.
Deciso di costruire un nuovo teatro nell'area del Lincoln Center, il vecchio teatro venne chiuso con una serata di gala il 16 aprile 1966. L'edificio originale, non avendo ottenuto lo status di monumento fu abbattuto nel 1967. Il nuovo Metropolitan Opera House venne aperto al pubblico per la prima volta la sera del giorno 11 aprile 1966, con la messa in scena de La fanciulla del West di Giacomo Puccini: di Puccini è anche l'opera più rappresentata nella storia del Metropolitan, La bohème. L'inaugurazione ufficiale avvenne il 16 settembre, con la prima assoluta di Antonio e Cleopatra di Samuel Barber con la regia di  Franco Zeffirelli.
Da allora, si alternano sul palcoscenico la Metropolitan Opera Company e la compagnia di balletto American Ballet Theatre. Il Met (come è anche chiamato) è conosciuto nel mondo anche per le sue trasmissioni radio dal vivo. La stagione radiofonica va generalmente da dicembre a maggio. La prima trasmissione, il 25 dicembre 1931, fu Hänsel und Gretel di Engelbert Humperdinck. Dal 1973 fino al marzo 2018 ne è stato direttore stabile il celebre direttore d'orchestra americano James Levine.

## Descrizione

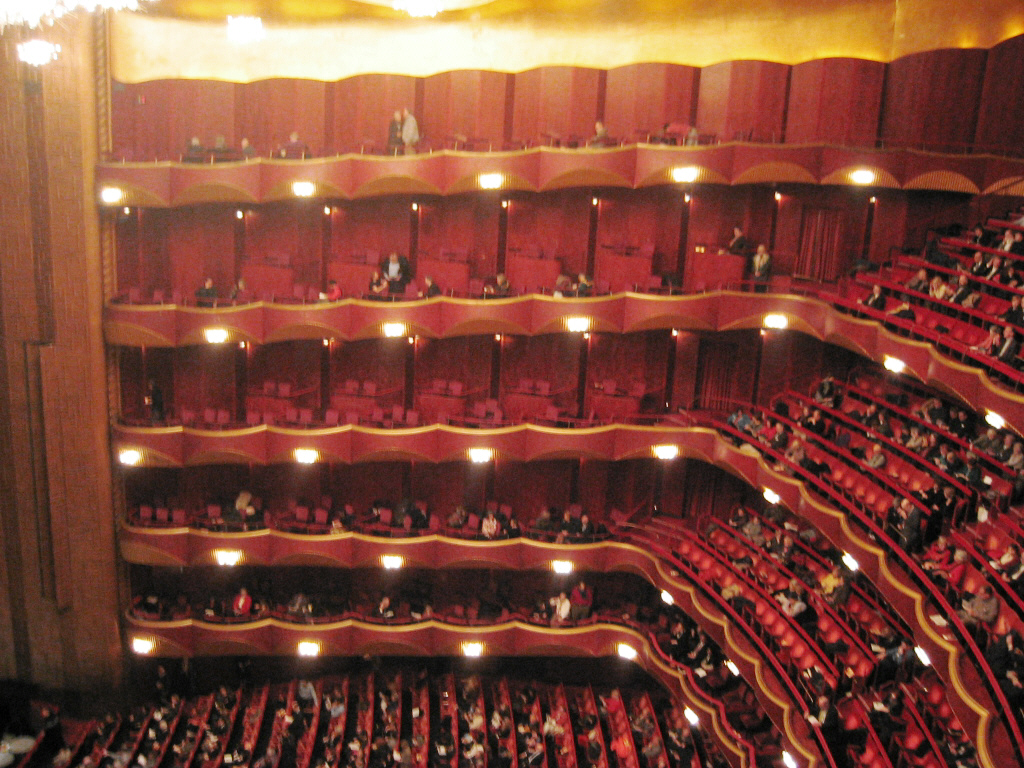
L'interno della sala

### Architettura
Il Metropolitan Opera House è uno degli edifici che compongono il Lincoln Center for the Performing Arts e costituisce l'edificio fondale della Lincoln Center Plaza. L'edificio, progettato dall'architetto Wallace K. Harrison, è rivestito in travertino bianco; la facciata principale, rivolta verso est, è abbellita da cinque grandi archi poggianti su pilastri quadrangolari.
L'atrio custodisce due murales opera di Marc Chagall, entrambi di 9,1 m x 11. Essi raffigurano Il trionfo della Musica (parete di sinistra) e Le fonti della musica (parete di destra). Il foyer è caratterizzato dallo scalone che collega i vari piani dell'edificio e da 11 lampadari in cristallo raffiguranti le costellazioni.
Nella sala del teatro, possono trovare posto 3.800 persone sedute e 195 in piedi. Il proscenio è largo 16 metri e alto 16, il sipario principale è damascato d'oro ed è il più grande del mondo. Il palcoscenico è altamente meccanizzato, questo permette ogni settimana la rappresentazione di sette spettacoli di 4 o 5 produzioni differenti.

### Organo a canne
L'organo a canne del teatro è stato costruito tra il 1965 e il 1966 dalla ditta organaria Æolian-Skinner Organ Company (opus 1444). Lo strumento, a trasmissione elettrica, ha 20 registri suddivisi fra le due tastiere, di 61 note ciascuna, e la pedaliera, di 32 note, per un totale di 1.289 canne. Di seguito, la sua disposizione fonica:
| Prima tastiera - Great Organ Enclosed |       |
| Prinzipal                             | 8'    |
| Bourdon                               | 8'    |
| Oktav                                 | 4'    |
| Superoktav                            | 2'    |
| Mixtur                                | IV-VI |

| Seconda tastiera - Swell |     |
| Gemshorn                 | 8'  |
| Rohrflöte                | 8'  |
| Flute harmonique         | 4'  |
| Blockflöte               | 2'  |
| Ripieno                  | IV  |
| Bombarde                 | 16' |
| Trompette                | 8'  |

| Pedal          |     |
| Subbass        | 32' |
| Subbass        | 16' |
| Prinzipal      | 8'  |
| Gemshorn       | 8'  |
| Prinzipal      | 4'  |
| Contrebombarde | 32' |
| Bombarde       | 16' |
| Bombarde       | 8'  |

## DVD e Bluray
- Adès, The Tempest - Adès/Keenlyside/Luna/Met, 2012 Deutsche Grammophon
- Borodin, Principe Igor - Noseda/Abdrazakov/Dyka/MET, 2014 Deutsche Grammophon
- Ciaikovsky, Eugene Onegin - Gergiev/Netrebko/Beczala/MET, 2013 Deutsche Grammophon
- Donizetti, Lucia di Lammermoor - Armiliato/Netrebko/Beczala/MET, 2009 Deutsche Grammophon
- Giordano, Andrea Chénier - Levine/Pavarotti/Guleghina/MET, 2011 Decca
- Gounod, Faust - Nézet-Seguin/Kaufmann/MET, 2011 Decca
- Haendel, Rodelinda - Fleming/Scholl/Bicket/MET, 2011 Decca
- Lehar, Vedova allegra - Davis/Fleming/Gunn/MET, regia Susan Stroman, 2015 Decca
- Mozart, Don Giovanni - Levine/MET/Fleming/Terfel, regia Franco Zeffirelli, 2000 Deutsche Grammophon
- Mozart, Flauto magico - Levine/MET/Battle/Araiza, 1991 Deutsche Grammophon
- Puccini, Fanciulla del West - Luisotti/Voigt/Giordani/MET, 2010 Deutsche Grammophon
- Puccini, Tosca - Conlon/Pavarotti/Verrett/MET, regia Tito Gobbi, 1978 Decca
- Puccini, Tosca (reg. Zeffirelli, live MET) - Sinopoli/Domingo/Behrens, 1985 Deutsche Grammophon
- Rossini, Armida - Frizza/Fleming/Brownlee/Met, 2010 Decca
- Rossini, Cenerentola - Benini/MET/Garanca/Brownlee, 2009 Deutsche Grammophon
- Rossini, Semiramide - James Conlon/June Anderson/Marilyn Horne/Samuel Ramey, 1990 Arthaus Musik/Naxos
- Strauss R, Capriccio - Davis/Fleming/Connolly/MET, 2011 Decca
- Verdi, Falstaff - Levine/Maestri/Maede/Blythe/MET, 2015 Decca
- Verdi, Macbeth - Luisi/Netrebko/Lucic/Calleja/Pape/MET, 2015 Deutsche Grammophon
- Verdi, Otello - Bychkov/MET/Fleming/Botha, 2012 Decca
- Verdi, Simon Boccanegra - Levine/MET/Milnes/Tomowa, 1984 Deutsche Grammophon
- Wagner, Anello del Nibelungo + Documentario 'Wagner's Dream' sulla produzione - Levine/Luisi/Kaufmann/Terfel/Voigt/MET, regia Robert Lepage, 2010 Deutsche Grammophon
- Wagner, Crepuscolo degli dei - Luisi/Voigt/Morris/Meier/MET, 2010 Deutsche Grammophon
- Wagner, Crepuscolo degli dei - Levine/MET/Jerusalem/Behrens, 2002 Deutsche Grammophon
- Wagner, Oro del Reno - Levine/Terfel/Blythe/MET, regia Robert Lepage, 2010 Deutsche Grammophon
- Wagner, Sigfrido - Luisi/Terfel/Morris/Voigt/MET, 2010 Deutsche Grammophon
- Wagner, Sigfrido - Levine/MET/Jerusalem/Behrens, 1990 Deutsche Grammophon
- Wagner, Walkiria - Levine/MET/Behrens/Norman/Moll, 1988 Deutsche Grammophon
- Pavarotti Sutherland, An evening with Pavarotti & Sutherland - Metropolitan Opera Gala 1987, Decca
- Metropolitan Centennial Gala, Gala per il centenario del Teatro Metropolitan, 1983 - Pavarotti/Carreras/Domingo, Deutsche Grammophon
- Metropolitan Opera Gala 1991, Verdi Strauss J - Rigoletto/Otello/Pipistrello, Deutsche Grammophon
- Metropolitan Opera Gala 1996, Recital per i 25 anni con Levine - Levine/MET 27.04.1996, Deutsche Grammophon